# Округ Фаунтин (Индијана)
Фаунтин (енгл. Fountain County) је округ у америчкој савезној држави Индијана.

## Демографија
По попису из 2010. године број становника је 17.240, што је 714 (-4,0%) становника мање 2000. године.
| Група             | 2000.          | 2010.          |
| Белци             | 17.599 (98,0%) | 16.598 (96,3%) |
| Афроамериканци    | 19 (0,1%)      | 28 (0,2%)      |
| Азијати           | 32 (0,2%)      | 35 (0,2%)      |
| Хиспаноамериканци | 190 (1,1%)     | 373 (2,2%)     |
| Укупно            | 17.954         | 17.240         |